# ギリシア文字
- ギリシア文字
- ギリシヤ文字
- ギリシャ文字

ギリシア文字（ギリシアもじ、ギリシア語: Ελληνικό αλφάβητο、ラテン語: Alphabetum Graecum、英語: Greek alphabet）とは、ギリシア語を書き表すために用いられる文字である。現代ギリシア語では24文字からなる。

## 概要
ギリシア文字は、古代ギリシア人がギリシア語を表記するため、フェニキア文字を元に作った文字である。ラテン文字やキリル文字は、このギリシア文字を元に、後に生まれたものである。今日でも現代ギリシア語の表記に用いられ、また非ギリシア語圏でも、（形式科学の）数学、（自然科学の）物理学、天文学のバイエル符号など、様々の分野で使われている。
「アルファベット」という言葉は、この文字体系の伝統的配列の1番目（アルファ）と2番目（ベータ）の文字名称が、その語源である。各文字の日本語慣用名称は、主として英語式発音に由来する。例えば、「Π」は、古代ギリシア語では「ペー（πεῖ）」と発音するが、日本では一般に「パイ」と読まれる。これは英語の「pi [paɪ]」に倣ったものである。
21世紀初頭において、ギリシア文字を言語の表記に使用するのはギリシア語のみである。このため、使用地域はギリシア語を公用語とするギリシアとキプロス、およびギリシア人の居住する近隣地域に限られている。

## 歴史

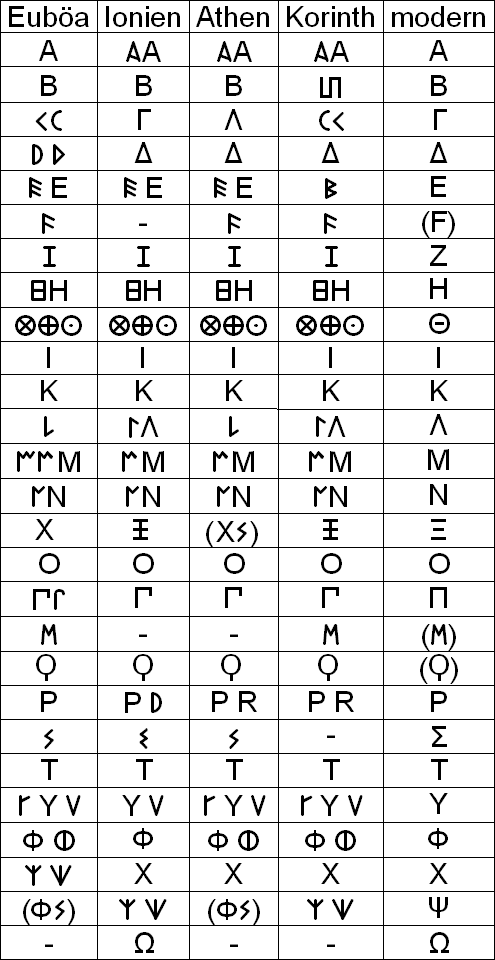
古代の地域による字体の違い

ギリシア文字以前には、線文字B、またはミュケナイ文字と呼ばれている文字体系の使用もみられるが、これは音節文字で、音節構造の複雑なギリシア語の表記には必ずしも適さないものであった。ギリシア文字の案出は、紀元前9世紀ごろまで遡ると考えられている。その元となった、セム語派のフェニキアが使用していたフェニキア文字はアブジャドであり、文字は子音のみの22文字であった。これは、セム諸語が子音に言語の核を置き、母音は補助的な役割しかもたないためである。一方、ギリシア語においては、母音は極めて重要な位置を占める。そこで、ギリシア語発音にはない音価を持つＡ（𐤀）、Ｅ（𐤄）、Ｏ（𐤏）、Ｙ（𐤅）、Ｉ（𐤉）の5つのフェニキア文字を、母音を表す音素文字に転用するなど、さまざまな改良が加えられた。この改良によってギリシア文字は母音と子音がそれぞれ文字を持つ、いわゆるアルファベットとなった。文字表はフェニキア文字（最後の文字は「Τ」）の後ろに、Υ /u/、Φ、Χ、Ψ、Ω を追加している。またギリシアの地域により一部異なる音素文字・字体が使われた。イオニアやアッティカ、コリントスなどのギリシア本土の大部分や東方諸地域全般においては現代のギリシア文字体系につながる東方ギリシア文字が使用されたが、一方エウボイア島やクマエを中心とするイタリア半島のギリシア植民市など、ギリシア世界の西方においては西方ギリシア文字（エウボイア文字、クマエ文字）が使用された。この西方ギリシア文字はイタリア半島の諸民族に伝わってエトルリア文字やラテン文字などの古イタリア文字群の原型となったが、紀元前4世紀ごろにはイオニア式のアルファベットに吸収されて姿を消した。
古代ギリシア語では、文章を書く方向が一定せず、右から左、または牛耕式に書かれた。右から左へ書かれるときと、左から右で書かれるときでは文字は左右裏返しになった（鏡文字）。西のエトルリア語・ウンブリア語・ファリスク語などは右から左に固定して書かれた。紀元前500年ごろには左横書き（左から右）で行は上から下に移動するという書式で統一され、現在に至る。
ギリシア文字においては、フェニキア文字の6番目である  ワウを分化させ、そのまま [w] を表す場合と [u, uː]を表す場合とで異なる字形とし、字母表上は前者（ϝ、ディガンマ）をフェニキア文字と同じ6番目の位置に置き、後者（Υ）を「Τ」の後に置いた。「Υ」より後の「Φ・Χ・Ψ」の起源については議論が分かれる。「Φ・Χ・Ψ」および「Ξ」は地方によって音が異なり、東方では Ξ [ks]、Φ [pʰ]、Χ [kʰ]、Ψ [ps] であったが、西方では Φ [pʰ]、Χ [ks]、Ψ [kʰ]（Ξ は使用せず、[ps] は ΦΣ と書く）であった。
紀元前6世紀になると、イオニアのミレトスで、長母音エー・オーを表す新しい文字が作られた。イオニア方言には [h] が存在しなかったので、本来 [h] を表していた「Η」を長母音エーのために使用し、オーを表すためには新しい字「Ω」を作った。アテネでは紀元前403年にこのイオニア式のアルファベットを公式に採用した。それ以外の地域でも紀元前4世紀前半にはイオニア式を採用するようになった。
イオニア式に統一される以前は地方ごとに異なる文字が使われていた。「ディガンマ」（「スティグマ」）、「ヘータ」、「サン」、「コッパ」、「サンピ」といった文字は、古典期には廃れた古い時代のもので、その後は数を表記する場合にのみ使われる（サンを除く）。
古代には大文字のみで、また筆記体もない。その後、4世紀には丸みを帯びたアンシャル体が現れた。9世紀以降に小文字が案出され、東ローマ帝国時代の文書には筆記体も見られる。現代ギリシアでは、あまり筆記体を用いないようである。1470年代にイタリアでギリシア文字は活版印刷されるようになり、このとき古代の碑文に見える大文字と中世以降の小文字を組み合わせた。各大文字には1つの小文字が対応するが、「シグマ」のみ例外的に2つの小文字を持つ。語頭・語中の場合 σ、語尾の場合には ς が用いられる。例えば ΘΕΟΣ（神）を小文字で表記すると、θεοσ とならずに、θεος となる。今日、古代ギリシア語を表記する場合、すべて大文字、すべて小文字、大文字と小文字の併用のいずれでも特に構わない。現代ギリシア語では、文頭と固有名詞の語頭に大文字、それ以外を小文字で表記することが基本である。無論、ラテン文字と同様、すべて大文字にしても誤りではない。
ヘレニズム時代以降、発音を正確に表すためにダイアクリティカルマークが発達した。古代ギリシア語を表記する場合、3種のアクセント記号（鋭アクセント・重アクセント・曲アクセント）や気息記号をつける。ただし、すべて大文字の場合は何もつけない。現代ギリシア語には h 音が存在しないため気息記号は用いられず、古代ギリシア語と異なって高低アクセントではないため、1980年代以降はアクセント記号は強勢の位置を表すトノス ( ´ ) とトレマに相当するディアリティカ ( ¨ ) の2種類だけに簡略化された。
ギリシア文字は数を表す際にも使われる。「イオニア式」と呼ばれる記数法は、アラビア数字のような専用の文字を用いず、通常のギリシア文字を使ってこれを表した。たとえば、1は αʹ、10は ιʹ で表し、11は ιαʹ である。6を表す「スティグマ」は、「シグマ」の語末形と形態が酷似しているため、現代ではこれを「シグマ」と呼ぶこともあり、また6を表す場合に代用されることもある。

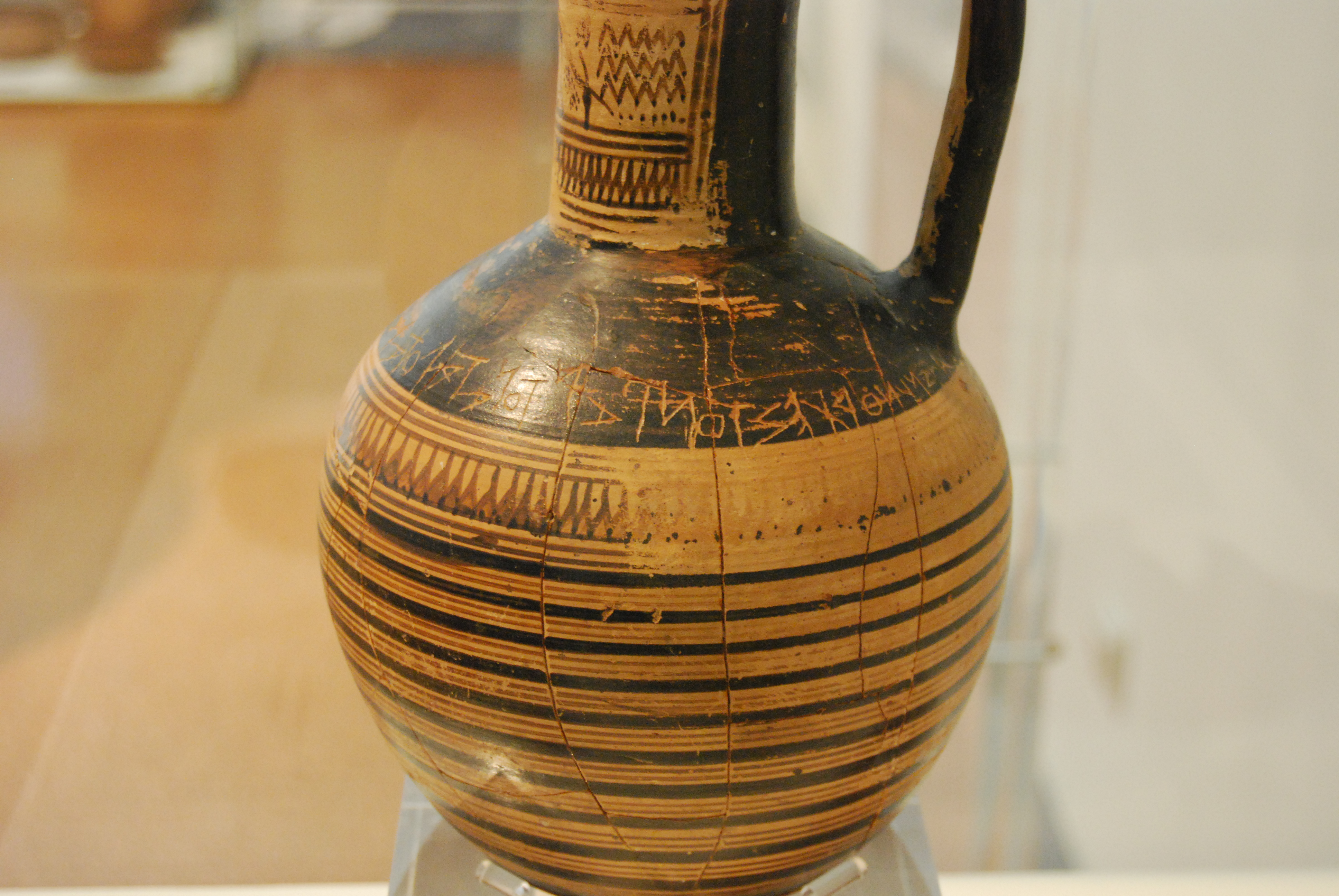
ギリシア文字が刻まれた最も古い器物の一つ。紀元前740年ごろの作品。ディピュロン碑文として知られる
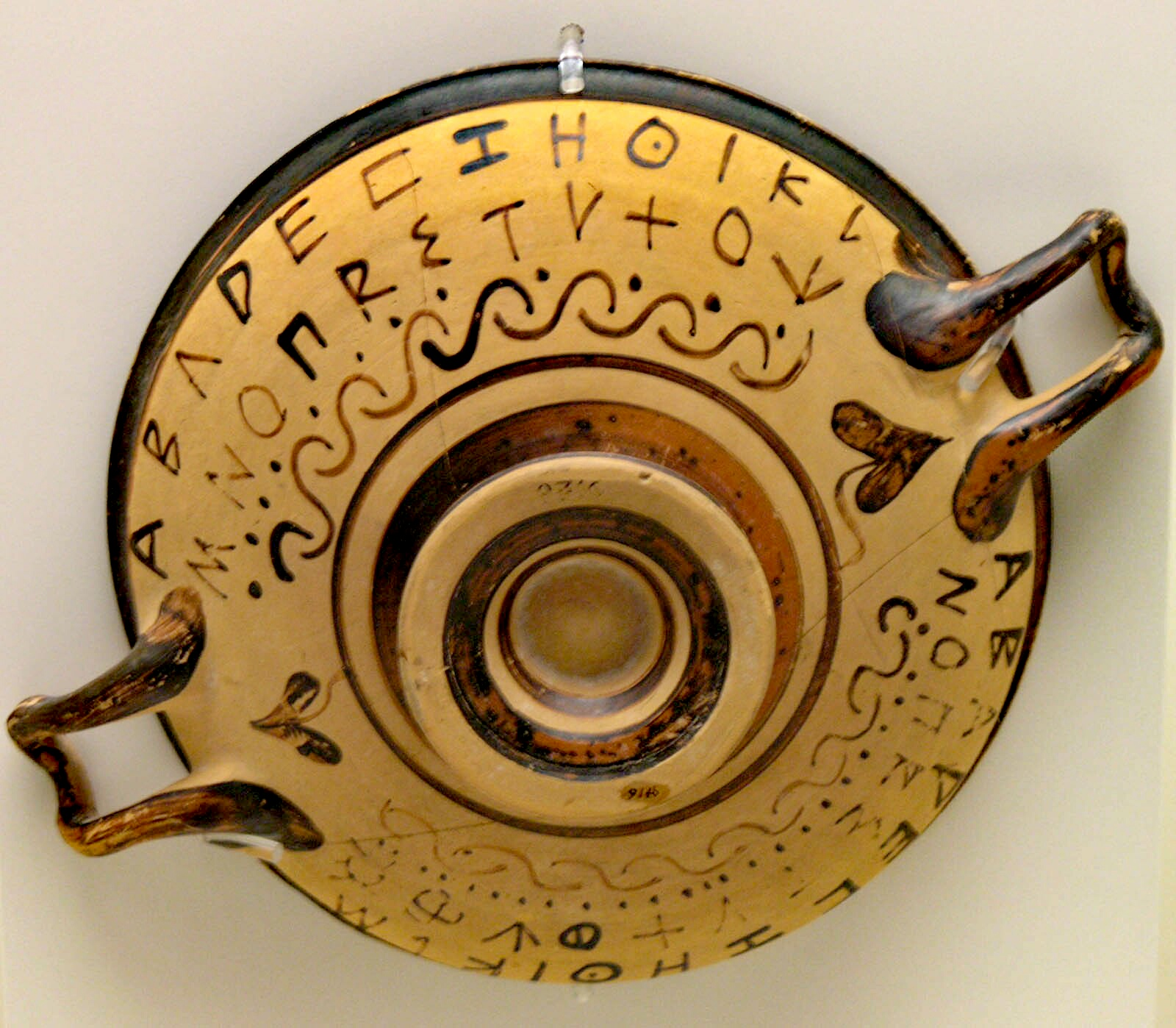
ディガンマを含む古いアルファベットを記した陶器。紀元前6世紀ごろ。アテネ国立考古学博物館所蔵
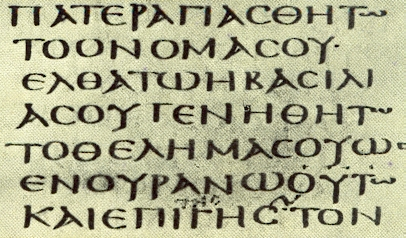
シナイ写本（4世紀）。アンシャル体で三日月形のシグマを使用
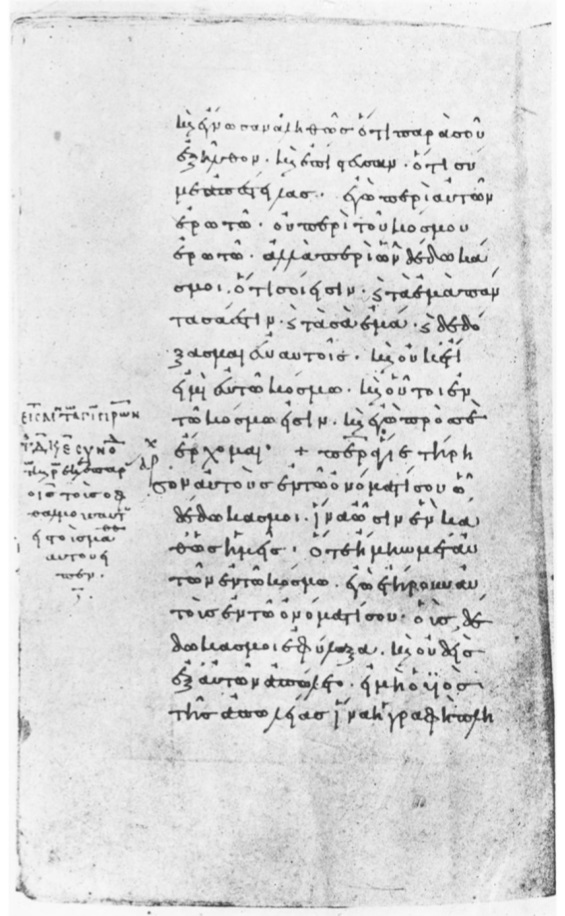
ウスペンスキー福音書（英語版）（835年、グレゴリー=アーラント整理番号461番）。現存最古の小文字写本。ロシア国立図書館蔵
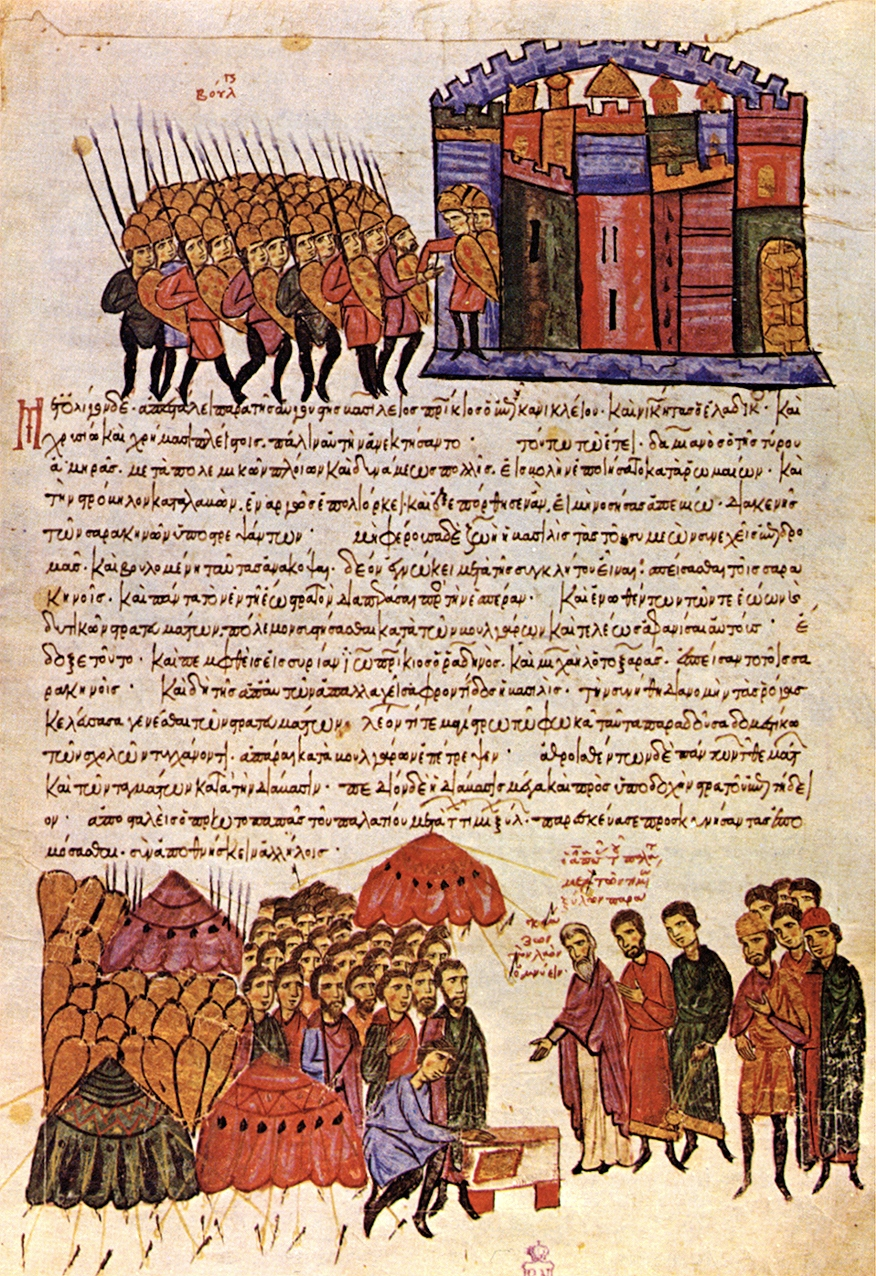
東ローマ帝国時代の『スキュリツェス年代記』（12世紀の挿絵入り写本）。
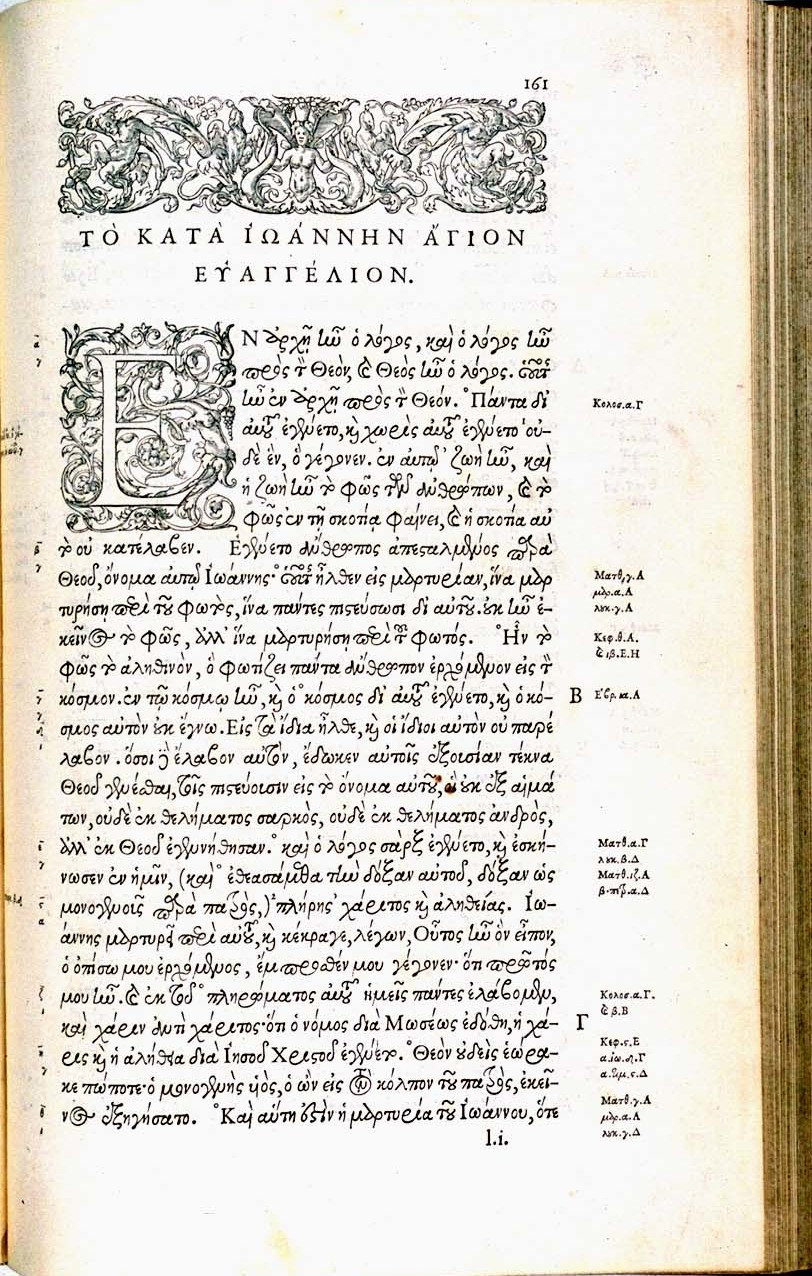
1550年のロベール・エティエンヌの新約聖書。活字設計はクロード・ギャラモンによる

## 発音
古代ギリシア語と現代ギリシア語では発音体系が著しく異なり、このため各文字の音価も異なる。古代の音価は、現代の言語学の研究によって推測されている紀元前5世紀ごろのアッティカ方言の音である。古代ギリシア語ではおおむね文字と発音の関係は1対1だったが、例外として α ι υ は長母音と短母音の両方を表した。ει は [eː] [ei] の両方の音を表した。ου も [oː] [ou] の両方を表していたが、後に [uː] に変化した。単独の υ は [y(ː)] だったが、αυ ευ の υ は [u] だった。γ は κ χ γ の前では [ŋ] を表し、σ は有声子音の前では [z] と発音した。ζ が [zd] と [dz] のどちらであったかは議論が分かれる。
これとは別に、しばしば「古典的」と呼ばれる発音体系に「エラスムス式発音」（英: Erasmian pronunciation）がある。これは16世紀の人文学者エラスムスによって整理されたものを元にしている（地域によって、幾つかバリエーションがある）。実際の古代の発音とはかなり異なるものもあるが、古代ギリシア語が死語である以上、元来の発音に拘泥する必要はなく、こちらの発音を用いることも多い。例を挙げれば、Φ の古代アッティカ発音は [pʰ]（有気音の[p]）と推測されるが、エラスムス式では [f] である。
現代ギリシアでは、古代の文章でも、現代の発音体系で読まれる。これは、日本人が古典文学を現代日本語発音で読むのと同じである。
現代ギリシア語では φ θ χ β δ γ は [f θ x v ð ɣ] のように摩擦音になっており（χ γ は前舌母音の前では [ç ʝ] になる）、有声閉鎖音は μπ ντ γκ のように表す。同じ母音を表すのに複数のつづり方があり、これらは歴史的発音にしたがってつづり分けられる。また、αυ ευ の υ は、[f]（有声音が後続するときは [v]）と発音する。
音声記号は国際音声記号 (IPA) による。
| 母音 | つづり      |
| ---- | ----------- |
| a    | α           |
| i    | ι υ η ει οι |
| u    | ου          |
| e    | ε αι        |
| o    | ο ω         |

## ラテン文字による表記

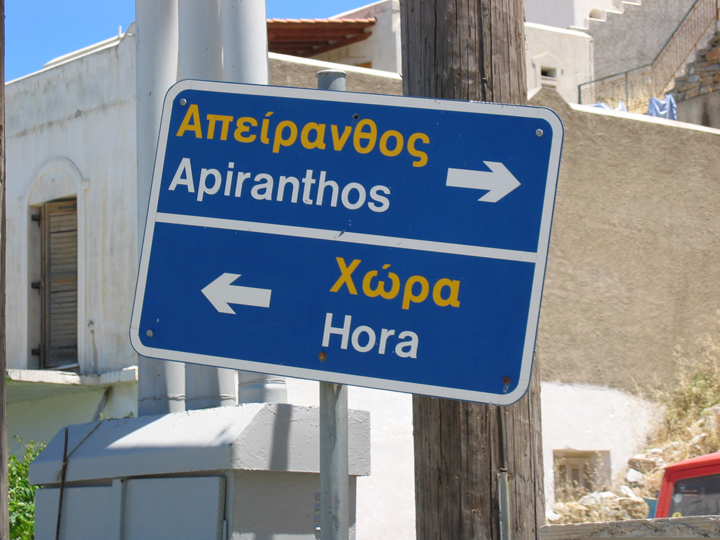
ギリシア文字とラテン文字による標識。翻字でなく音を転写している

ラテン文字はギリシア文字から発展したものだが、ギリシア文字にあるいくつかの文字（ΗΘΦΧΨΩ）が存在しない。古典ラテン語でギリシア語からの借用語を表すときにはΗを e、Ωを o で表し、ΘΦΧΨはそれぞれ th ph ch ps のように2文字で表した。ほかに二重母音の αι を ae、οι を oe に変えたり、語尾をラテン語風に変えたりしている。現在でも学名などでギリシア語を使用するときにはこのような変形を行う。
現代のギリシア語では発音とつづり字の差が大きく、ラテン文字表記には音声に対する転写と文字に対する翻字の2種類がある。ギリシア文字をラテン文字に翻字する方法は統一されていないが、方式による差は少ない。「ΗΩ」はマクロンをつけ（ē、ō）、気息音は h に翻字するなど。

## 文字

### 文字表
「メガ」「プシロン」「ミクロン」といった語は、ビザンツ時代に文字を区別するために付加されたもの。その他、ギリシア文字の各文字の詳細は、それぞれ独立の項参照。なお、コイネーギリシア語ではアルファベットの読み方は異なる。
| 大文字と 小文字 | 手書き       | 手書き | 手書き   | 文字名称 | 文字名称        | 文字名称       | 文字名称              | 音価      | 音価 | 音価      | 数値 | ヘブライ 文字 | ラテン 文字 | HTML 文字参照            |
| 大文字と 小文字 | アンシャル体 | 筆記体 | 小文字体 |          | 紀元前4世紀     | 現代           | 日本語の慣用          | 古代      | 中世 | 現代      | 数値 | ヘブライ 文字 | ラテン 文字 | HTML 文字参照            |
| --------------- | ------------ | ------ | -------- | -------- | --------------- | -------------- | --------------------- | --------- | ---- | --------- | ---- | ------------- | ----------- | ------------------------ |
| Α α             | inline       | inline |          | άλφα     | アルパ          | アルファ       | アルファ              | [a] [aː]  | [a]  | [a]       | 1    | א             | a           | &Alpha; &alpha;          |
| Β β             | inline       | inline |          | βήτα     | ベータ          | ヴィタ         | ベータ                | [b]       | [β]  | [v]       | 2    | ב             | b           | &Beta; &beta;            |
| Γ γ             | inline       | inline |          | γάμμα    | ガンマ          | ガマ           | ガンマ                | [ɡ]       |      | [ɣ] ~ [ʝ] | 3    | ג             | g           | &Gamma; &gamma;          |
| Δ δ             | inline       | inline |          | δέλτα    | デルタ          | ゼルタ /ðelta/ | デルタ                | [d]       |      | [ð]       | 4    | ד             | d           | &Delta; &delta;          |
| Ε ε             | inline       | inline |          | έψιλον   | エー            | エ・プシロン   | イプシロン エプシロン | [e]       |      | [e]       | 5    | ה             | e           | &Epsilon; &epsilon;      |
| Ζ ζ             | inline       | inline |          | ζήτα     | ゼータ          | ジタ /zita/    | ゼータ                | [zd] [dz] |      | [z]       | 7    | ז             | z           | &Zeta; &zeta;            |
| Η η             | inline       | inline |          | ήτα      | エータ          | イタ           | イータ エータ         | [ɛː]      |      | [i]       | 8    | ח             | ē           | &Eta; &eta;              |
| Θ θ             | inline       | inline |          | θήτα     | テータ          | シタ           | シータ セータ テータ  | [tʰ]      |      | [θ]       | 9    | ט             | th          | &Theta; &theta;          |
| Ι ι             | inline       | inline |          | ιώτα     | イオータ        | ヨタ           | イオタ                | [i] [iː]  |      | [i]       | 10   | י             | i           | &Iota; &iota;            |
| Κ κ             | inline       | inline |          | κάππα    | カッパ          | カパ           | カッパ                | [k]       |      | [k] ~ [c] | 20   | כ (ך)         | k           | &Kappa; &kappa;          |
| Λ λ             | inline       | inline |          | λά(μ)βδα | ラブダ          | ラムザ /lamða/ | ラムダ                | [l]       |      | [l]       | 30   | ל             | l           | &Lambda; &lambda;        |
| Μ μ             | inline       | inline |          | μυ       | ミュー          | ミ             | ミュー                | [m]       |      | [m]       | 40   | מ(ם)          | m           | &Mu; &mu;                |
| Ν ν             | inline       | inline |          | νυ       | ニュー          | ニ             | ニュー                | [n]       |      | [n]       | 50   | נ (ן)         | n           | &Nu; &nu;                |
| Ξ ξ             | inline       | inline |          | ξι       | クセー          | クシ           | クサイ グザイ クシー  | [ks]      |      | [ks]      | 60   | ס             | ks, x       | &Xi; &xi;                |
| Ο ο             | inline       | inline |          | όμικρον  | オー            | オ・ミクロン   | オミクロン            | [o]       |      | [o]       | 70   | ע             | o           | &Omicron; &omicron;      |
| Π π             | inline       | inline |          | πι       | ペー            | ピ             | パイ                  | [p]       |      | [p]       | 80   | פ (ף)         | p           | &Pi; &pi;                |
| Ρ ρ             | inline       | inline |          | ρώ       | ロー            | ロ             | ロー                  | [r]       |      | [r]       | 100  | ר             | r, rh       | &Rho; &rho;              |
| Σ σ ς           | inline       | inline |          | σίγμα    | シグマ シーグマ | シグマ         | シグマ                | [s] [z]   |      | [s] [z]   | 200  | ש             | s           | &Sigma; &sigma; &sigmaf; |
| Τ τ             | inline       | inline |          | ταυ      | タウ            | タフ /taf/     | タウ                  | [t]       |      | [t]       | 300  | ת             | t           | &Tau; &tau;              |
| Υ υ             | inline       | inline |          | ύψιλον   | ユー            | イ・プシロン   | ウプシロン ユプシロン | [y] [yː]  |      | [i]       | 400  |               | u, y        | &Upsilon; &upsilon;      |
| Φ φ             | inline       | inline |          | φι       | ペー            | フィ           | ファイ                | [pʰ]      | [ɸ]  | [f]       | 500  |               | ph          | &Phi; &phi;              |
| Χ χ             | inline       | inline |          | χι       | ケー            | ヒ             | カイ キー             | [kʰ]      |      | [x] ~ [ç] | 600  |               | kh, ch      | &Chi; &chi;              |
| Ψ ψ             | inline       | inline |          | ψι       | プセー          | プシ           | プサイ プシー         | [ps]      |      | [ps]      | 700  |               | ps          | &Psi; &psi;              |
| Ω ω             | inline       | inline |          | ωμέγα    | オー            | オ・メガ       | オメガ                | [ɔː]      |      | [o]       | 800  |               | ō           | &Omega; &omega;          |

「ディガンマ」、「スティグマ」、「ヘータ」、「サン」、1つ目の「コッパ」、「サンピ」といった文字は、古典期には廃れた古い時代のもので、その後は数を表記するための文字としてのみ使われている。《この内「コッパ」は、現代ギリシア語では、異なる字体（2つ目の「コッパ」）のものを用いているらしい。》また、バクトリア語には「ショー」と呼ばれる文字が加えられているが、これはバクトリア音素の ʃ からとられたものである。
| 大文字と 小文字 | 文字名称    | 文字名称 | 文字名称     | 音価 | 音価 | 音価 | 数値 | ヘブライ 文字 | ラテン 文字 | HTML 文字参照                 |
| 大文字と 小文字 | 紀元前4世紀 | 現代     | 日本語の慣用 | 古代 | 中世 | 現代 | 数値 | ヘブライ 文字 | ラテン 文字 | HTML 文字参照                 |
| --------------- | ----------- | -------- | ------------ | ---- | ---- | ---- | ---- | ------------- | ----------- | ----------------------------- |
| ()              |             | -        | ディガンマ   | [w]  | -    | -    | 6    | ו             |             | &#988; &#989; (&#886; &#887;) |
| Ϛ ϛ             |             | -        | スティグマ   | [st] | -    | -    | 6    | ו             |             | &#986; &#987;                 |
| Ͱ ͱ             |             | -        | ヘータ       | [h]  | -    | -    | -    | ח             |             | &#880; &#881;                 |
| Ϻ ϻ             |             | -        | サン         | [s]  | -    | -    | -    | צ(ץ)          |             | &#1018; &#1019;               |
| ()              |             | -        | コッパ       | [k]  | -    | -    | 90   | ק             |             | &#984; &#985; (&#990; &#991;) |
| ()              |             | -        | サンピ       | [sː] | -    | -    | 900  | צ(ץ)          |             | &#882; &#883; (&#992; &#993;) |
| Ϸ ϸ             |             | -        | ショー       | [ʃ]  | -    | -    | -    | צ(ץ)          |             | &#1015; &#1016;               |

Unicodeには「ヨット」と呼ばれる文字が加えられているが、これはラテン文字の J（この文字は、中世に I から分岐して成立した文字である）からとられたもので、古代には存在してはおらず、また現代でも日常的なギリシア語に使われることはない。この文字は、言語学において、有史以前のギリシア語の発音（硬口蓋接近音）を表記するためのものらしいが、詳細は不明である。
| 大文字と 小文字 | 文字名称    | 文字名称 | 文字名称     | 音価 | 音価 | 音価 | 数値 | ヘブライ 文字 | ラテン 文字 | HTML 文字参照  |
| 大文字と 小文字 | 紀元前4世紀 | 現代     | 日本語の慣用 | 古代 | 中世 | 現代 | 数値 | ヘブライ 文字 | ラテン 文字 | HTML 文字参照  |
| --------------- | ----------- | -------- | ------------ | ---- | ---- | ---- | ---- | ------------- | ----------- | -------------- |
| Ϳ ϳ             |             | -        | ヨット       | [j]  | -    | -    | -    | י             |             | &#895; &#1011; |

### 記号
現代ギリシア語においては、鋭アクセント記号 ( ´ ) とトレマ ( ¨ ) の2種類のダイアクリティカルマークを使用する。その他の記号は、専ら古典ギリシア語などの表記にのみ用いられる。Microsoft Windowsの場合、通常のギリシャ語キーボードでは、鋭アクセント記号 ( ´ ) 以外は入力できないので、それらを入力したい場合は、「ギリシャ語 Polytonic」キーボードを使用する必要がある。

#### アクセント記号
| 記号          | 名称             | 意味                         |
| ------------- | ---------------- | ---------------------------- |
| ´             | 鋭アクセント記号 | 高音（または強アクセント）   |
| `             | 重アクセント記号 | 中高音（または弱アクセント） |
| ˜（または ˆ） | 曲アクセント記号 | 上2つの結合（山なりの発音）  |

#### 気息記号・その他
| 記号 | 名称                 | 意味 |
| ---- | -------------------- | --- |
| ῾    | 有気記号             | 語頭母音の有気 (h) 発音                                                                                    |
| ᾿    | 無気記号             | 語頭母音の無気発音                                                                                         |
| ¨    | 分離記号（分音符号） | 連続母音字を個別に発音                                                                                     |
| ◌ͅ    | 下書きのイオータ     | 歴史的過程で省略・脱落された ΑΙ /aːi/（アーイ）、ΗΙ /ɛːi/（エーイ）、ΩΙ /ɔːi/（オーイ）の Ι を表現する記号 |
| ˘    | 短音記号             | 母音の長さを短くする                                                                                       |
| ¯    | 長音記号             | 母音の長さを長くする                                                                                       |

## シンボルとしてのギリシア文字
ギリシア文字は、ギリシア語圏以外ではシンボルとしてさまざまな用途に用いられる。特に小文字はラテン文字と異なる形をした文字が多いため、ラテン文字だけでは不足する場合によく用いられる。
箇条書きなどの順序数で「α、β、γ…」を使用することが多い。α線・β線・γ線も似た使い方である。
単位として使われる「Ω」やSI接頭語の「μ」、角度の「θ」、標準偏差を表す「σ」、増分の「Δ」、円周率の「π」、総和の「Σ」や総乗の「Π」、ラムダ計算、カイ二乗分布、ガンマ関数などはよく知られる。詳細は個々の文字を参照。
シンボルとして使われるギリシア文字は、通常のギリシア文字とは異なる形をしていることもある。Unicode では通常のギリシア文字のほかに主にシンボル用に使われるいくつかの文字を定義している（ϑ ϕ ϖ ϰ ϱ など）。
国際音声記号では [β] を有声両唇摩擦音に、[θ] を無声歯摩擦音に使用する。[ɑ] [ɣ] [ɤ] [ð] [ɛ] [ɵ] [ʎ] [ɸ] [ø] などは一見ギリシア文字のように見えるが、少なくとも Unicode ではギリシア文字とは別の文字として定義されている。

## ギリシア文字から派生した文字
ギリシア文字は母音と子音からなるアルファベットであり使用しやすいものであったことから、ヨーロッパ大陸やコーカサス地方を中心にかなりの民族によって模倣されたが、ギリシア文字をそのまま導入することは少なく、ほとんどの民族はギリシア文字を参考に自らの言語の特徴に合わせた新しい文字を考案することが常であった。
こうした派生文字の中で最も古いものはエトルリア文字などの古イタリア文字群であり、紀元前8世紀ごろにはエトルリア文字の使用が開始され、紀元前7世紀ごろには現代において最も使用されている文字であるラテン文字が成立した。同時期、小アジアにおいてもリュディア文字、カリア文字、リュキア文字などといった文字が西方ギリシア文字より考案された。
アレクサンドロス大王の遠征によって中央アジアのバクトリアにギリシア人王朝が成立すると、同地方で話されるバクトリア語もギリシア文字で書かれるようになり、クシャーナ朝の公用語として広く使用された。バクトリア語におけるギリシア文字はほぼオリジナルと同じものだが、「ショー」と呼ばれる文字が加えられている。
紀元後に入ってもこの流れは続き、4世紀にはエジプトにおいてコプト文字がギリシア文字から派生し、同じく4世紀にはウルフィラによって、ギリシア文字から強く影響を受けたゴート文字が考案された。さらにこの時期カフカースにおいても、404年から406年にかけてメスロプ・マシュトツによりアルメニア文字が開発された。おそらく同じころにグルジア文字が発明されたと考えられているが、この文字の成立時期や成立過程は不明な点が多い。ただし文字の並びや、グルジア語には不要な文字がギリシア文字に対応するところに存在していることから、この文字がギリシア文字から考案されたことはほぼ確実視されている。この二つの文字は現代においても使用され続けている。
一方、860年ごろに正教会のキュリロスとメトディオスが、スラヴ諸語を表記するためにグラゴル文字を考案した。グラゴル文字は数百年間使用されたものの、900年ごろにやはりギリシア文字から考案されたキリル文字が有力になっていき、やがて正教会圏の諸国において広く使用されるようになっていった。このほか、かつてギリシア文字はアルーマニア語を表記するのにも使われていたが、現在はラテン文字を使うのが普通になっている。

## コンピュータ

### Unicode
Unicode での収録位置は以下のとおり。
| U+    | 0 | 1 | 2 | 3 | 4 | 5 | 6 | 7 | 8 | 9 | A | B | C | D | E | F |
| ----- | - | - | - | - | - | - | - | - | - | - | - | - | - | - | - | - |
| 0370  | Ͱ | ͱ | Ͳ | ͳ | ʹ | ͵ | Ͷ | ͷ |   |   | ͺ | ͻ | ͼ | ͽ | ; | Ϳ |
| 0380  |   |   |   |   | ΄ | ΅ | Ά | · | Έ | Ή | Ί |   | Ό |   | Ύ | Ώ |
| 0390  | ΐ | Α | Β | Γ | Δ | Ε | Ζ | Η | Θ | Ι | Κ | Λ | Μ | Ν | Ξ | Ο |
| 03A0  | Π | Ρ |   | Σ | Τ | Υ | Φ | Χ | Ψ | Ω | Ϊ | Ϋ | ά | έ | ή | ί |
| 03B0  | ΰ | α | β | γ | δ | ε | ζ | η | θ | ι | κ | λ | μ | ν | ξ | ο |
| 03C0  | π | ρ | ς | σ | τ | υ | φ | χ | ψ | ω | ϊ | ϋ | ό | ύ | ώ | Ϗ |
| 03D0  | ϐ | ϑ | ϒ | ϓ | ϔ | ϕ | ϖ | ϗ | Ϙ | ϙ | Ϛ | ϛ | Ϝ | ϝ | Ϟ | ϟ |
| 03E0  | Ϡ | ϡ |   |   |   |   |   |   |   |   |   |   |   |   |   |   |
| 03F0  | ϰ | ϱ | ϲ | ϳ | ϴ | ϵ | ϶ | Ϸ | ϸ | Ϲ | Ϻ | ϻ | ϼ | Ͻ | Ͼ | Ͽ |
|       |   |   |   |   |   |   |   |   |   |   |   |   |   |   |   |   |
| 1F00  | ἀ | ἁ | ἂ | ἃ | ἄ | ἅ | ἆ | ἇ | Ἀ | Ἁ | Ἂ | Ἃ | Ἄ | Ἅ | Ἆ | Ἇ |
| 1F10  | ἐ | ἑ | ἒ | ἓ | ἔ | ἕ |   |   | Ἐ | Ἑ | Ἒ | Ἓ | Ἔ | Ἕ |   |   |
| 1F20  | ἠ | ἡ | ἢ | ἣ | ἤ | ἥ | ἦ | ἧ | Ἠ | Ἡ | Ἢ | Ἣ | Ἤ | Ἥ | Ἦ | Ἧ |
| 1F30  | ἰ | ἱ | ἲ | ἳ | ἴ | ἵ | ἶ | ἷ | Ἰ | Ἱ | Ἲ | Ἳ | Ἴ | Ἵ | Ἶ | Ἷ |
| 1F40  | ὀ | ὁ | ὂ | ὃ | ὄ | ὅ |   |   | Ὀ | Ὁ | Ὂ | Ὃ | Ὄ | Ὅ |   |   |
| 1F50  | ὐ | ὑ | ὒ | ὓ | ὔ | ὕ | ὖ | ὗ |   | Ὑ |   | Ὓ |   | Ὕ |   | Ὗ |
| 1F60  | ὠ | ὡ | ὢ | ὣ | ὤ | ὥ | ὦ | ὧ | Ὠ | Ὡ | Ὢ | Ὣ | Ὤ | Ὥ | Ὦ | Ὧ |
| 1F70  | ὰ | ά | ὲ | έ | ὴ | ή | ὶ | ί | ὸ | ό | ὺ | ύ | ὼ | ώ |   |   |
| 1F80  | ᾀ | ᾁ | ᾂ | ᾃ | ᾄ | ᾅ | ᾆ | ᾇ | ᾈ | ᾉ | ᾊ | ᾋ | ᾌ | ᾍ | ᾎ | ᾏ |
| 1F90  | ᾐ | ᾑ | ᾒ | ᾓ | ᾔ | ᾕ | ᾖ | ᾗ | ᾘ | ᾙ | ᾚ | ᾛ | ᾜ | ᾝ | ᾞ | ᾟ |
| 1FA0  | ᾠ | ᾡ | ᾢ | ᾣ | ᾤ | ᾥ | ᾦ | ᾧ | ᾨ | ᾩ | ᾪ | ᾫ | ᾬ | ᾭ | ᾮ | ᾯ |
| 1FB0  | ᾰ | ᾱ | ᾲ | ᾳ | ᾴ |   | ᾶ | ᾷ | Ᾰ | Ᾱ | Ὰ | Ά | ᾼ | ᾽ | ι | ᾿ |
| 1FC0  | ῀ | ῁ | ῂ | ῃ | ῄ |   | ῆ | ῇ | Ὲ | Έ | Ὴ | Ή | ῌ | ῍ | ῎ | ῏ |
| 1FD0  | ῐ | ῑ | ῒ | ΐ |   |   | ῖ | ῗ | Ῐ | Ῑ | Ὶ | Ί |   | ῝ | ῞ | ῟ |
| 1FE0  | ῠ | ῡ | ῢ | ΰ | ῤ | ῥ | ῦ | ῧ | Ῠ | Ῡ | Ὺ | Ύ | Ῥ | ῭ | ΅ | ` |
| 1FF0  |   |   | ῲ | ῳ | ῴ |   | ῶ | ῷ | Ὸ | Ό | Ὼ | Ώ | ῼ | ´ | ῾ |   |
|       |   |   |   |   |   |   |   |   |   |   |   |   |   |   |   |   |
| 10140 | 𐅀 | 𐅁 | 𐅂 | 𐅃 | 𐅄 | 𐅅 | 𐅆 | 𐅇 | 𐅈 | 𐅉 | 𐅊 | 𐅋 | 𐅌 | 𐅍 | 𐅎 | 𐅏 |
| 10150 | 𐅐 | 𐅑 | 𐅒 | 𐅓 | 𐅔 | 𐅕 | 𐅖 | 𐅗 | 𐅘 | 𐅙 | 𐅚 | 𐅛 | 𐅜 | 𐅝 | 𐅞 | 𐅟 |
| 10160 | 𐅠 | 𐅡 | 𐅢 | 𐅣 | 𐅤 | 𐅥 | 𐅦 | 𐅧 | 𐅨 | 𐅩 | 𐅪 | 𐅫 | 𐅬 | 𐅭 | 𐅮 | 𐅯 |
| 10170 | 𐅰 | 𐅱 | 𐅲 | 𐅳 | 𐅴 | 𐅵 | 𐅶 | 𐅷 | 𐅸 | 𐅹 | 𐅺 | 𐅻 | 𐅼 | 𐅽 | 𐅾 | 𐅿 |
| 10180 | 𐆀 | 𐆁 | 𐆂 | 𐆃 | 𐆄 | 𐆅 | 𐆆 | 𐆇 | 𐆈 | 𐆉 | 𐆊 |   |   |   |   |   |

### キーボード
基本的に、ラテン文字のQWERTY配列に対応する配列になっている。

Microsoft Windowsにおける現代ギリシア語のキーボード配列（灰色はラテン文字との対比のために加えたもの）。ラムダの右のキーがデッドキーになっており、ダイアクリティカルマークを入力することができる。

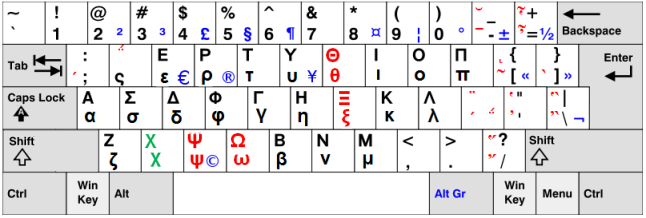

Microsoft Windowsにおけるギリシャ語キーボード（ギリシャ語 Polytonic）。

### JIS X 0208
日本の符号化文字集合であるJIS X 0208はギリシア文字を含んでいるが、語末用のシグマ ( ς ) がなく、またアクセント記号もないため、ギリシア語の表記には適していない。また、日本語のフォントは JIS X 0208 に含まれるすべての文字に対して同じ幅のグリフを用意していることが多いため、（ギリシア文字の表記について配慮がない場合）ギリシア文字が漢字と同じ幅で表示されてしまう問題が起こる。